# Imperator
Imperator era um título conferido a alguns generais da República Romana. Esta palavra não é sinónimo de imperador, apesar de ser a sua origem latina.
Tradicionalmente, eram as tropas que conferiam o título ao seu general, depois de uma batalha ou campanha bem sucedida. Esta aclamação conferia o direito do general pedir a realização de um Triunfo ao Senado. Uma vez que um triunfo era uma das grandes ambições de qualquer político, a história é rica em exemplos de legiões subornadas para chamar alguém de imperator.
Depois de César Augusto estabelecer o Império Romano, o título imperator ficou restrito à pessoa do imperador e a membros da sua família. 